# رون جايلز
رون جايلز (17 أكتوبر 1919 - 30 يناير 2010) (بالإنجليزية: Ron Giles)‏ هو لاعب كريكت بريطاني.

## وصلات خارجية
- رون جايلز على موقع إي آس بي آن كريك إنفو (الإنجليزية)